# Scandal Sheet
Scandal Sheet (br: Página de Escândalo) é um filme estadunidense de 1931, do gênero drama criminal, dirigido por John Cromwell. "Um exemplo superior de entretenimento para as massas" graças ao toque de Cromwell, supõe-se que seja baseado na história real do editor de tabloides Charles Chaplin, que morreu na prisão.

## Sinopse
Ao saber que sua esposa Edith vai deixá-lo pelo banqueiro Noel Adams, o dono de um jornal sensacionalista, Mark Flint, sai à caça de todos os podres do rival e os publica. Como isso não demove Edith, Mark mata o oponente e depois escreve sua confissão em forma de reportagem.

## Elenco
| Ator/Atriz         | Personagem            |
| ------------------ | --------------------- |
| George Bancroft    | Mark Flint            |
| Kay Francis        | Edith Flint           |
| Clive Brook        | Noel Adams            |
| Regis Toomey       | Regan                 |
| Lucien Littlefield | Charles McCloskey     |
| Gilbert Emery      | Franklin              |
| Harry Beresford    | Egbert Bertram Arnold |